# شيغيو ايتو
شيغيو ايتو (باليابانية: 伊藤繁雄 ) ( 1945  م) هو لاعب تنس الطاولة ياباني، ولد في شونان، ياماغوتشي.

## التعليم
تعلم في جامعة سنشو.